# Gate of Heaven Cemetery (Hawthorne, New York)

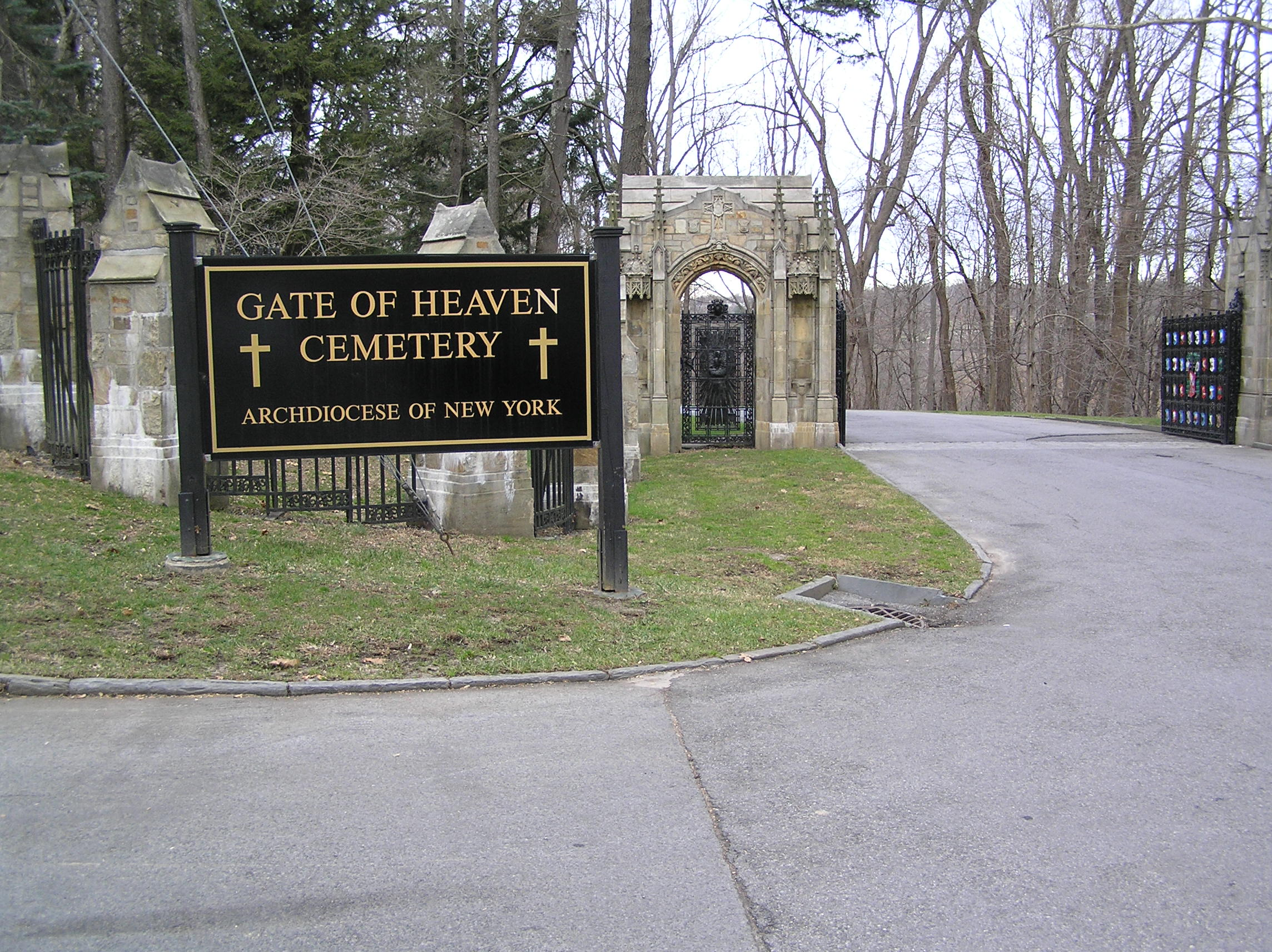
Upper Entrance des Friedhofes

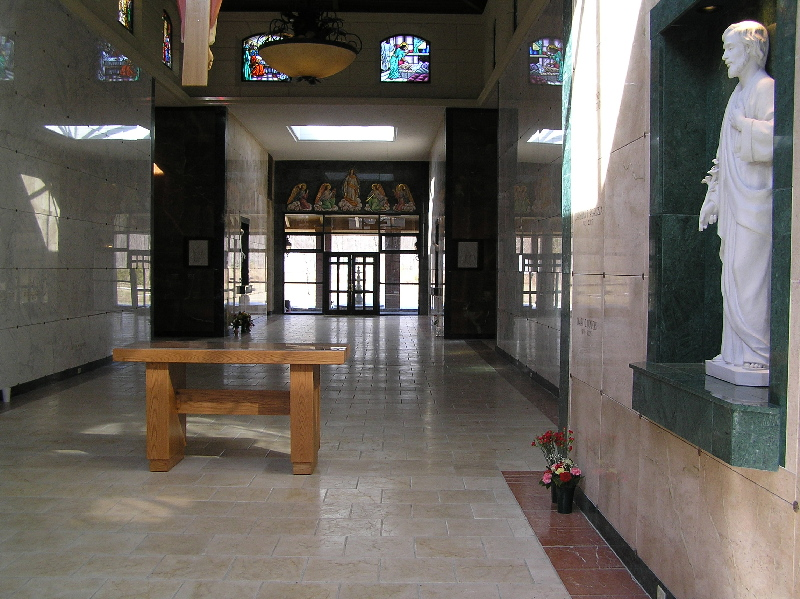
Our Lady Queen of Peace Mausoleum

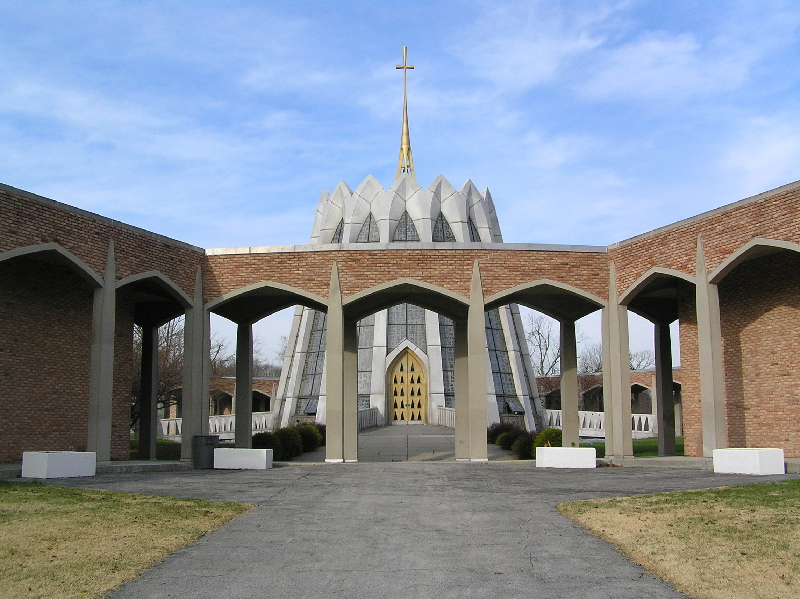
Garden Mausoleum mit der Saint Francis of Assisi Chapel im Hintergrund

Der Gate of Heaven Cemetery ist ein römisch-katholischer Friedhof in Hawthorne, Westchester County, New York, etwa 25 Kilometer nördlich von New York City, Er wurde 1917 an der West Stevens Avenue eröffnet. Unter den bekanntesten Personen, die hier bestattet sind, ist der Baseballspieler Babe Ruth, dessen Grab ein Epitaph von Kardinal Francis Spellman aufweist und dem laufend durch die Niederlegung von Baseballbällen, -schlägern und -mützen die Ehre erwiesen wird. Neben einigen weiteren Baseballspielern und Sportlern sind auch drei ehemalige Bürgermeister von New York City sowie weitere Politiker hier bestattet. Angrenzend an das Garden Mausoleum ist eine Station der Metro North Railroad, an der vier Züge täglich halten, jeweils zwei pro Richtung.

## Bestattete Persönlichkeiten (Auswahl)
- Robert Abplanalp (1922–2003), Erfinder der Spraydose
- Fred Allen (1894–1956), Schauspieler
- Heywood Broun (1888–1939), Journalist
- Charles A. Buckley (1890–1967), Kongressabgeordneter
- James Cagney (1899–1986), Schauspieler und dessen Ehefrau Billie (1899–1994)
- Bob Considine (1906–1975), Schriftsteller
- Paul Dixon (1918–1974), TV- und Radio-Entertainer
- Bella Dodd (1904–1969), kommunistische und später antikommunistische Aktivistin
- Jessica Dragonette (1900–1980), Sängerin
- James Farley (1888–1976), Postmaster General und Berater von Präsident Franklin D. Roosevelt
- Hector Guimard (1867–1942), Architekt und prominenter Vertreter der Art Nouveau in Frankreich
- Julie Haydon (1910–1994), Schauspielerin
- Anna Held (1872–1918), Schauspielerin
- Bess Houdini (1876–1943), Ehefrau von Harry Houdini
- G. Murray Hulbert (1881–1950), Kongressabgeordneter
- Ethel D. Jacobs (1910–2001), Rennpferdbesitzerin
- Peggy Hopkins Joyce (1893–1957), Schauspielerin
- Arthur Judson (1881–1975), Mitbegründer von CBS
- Dorothy Kilgallen (1913–1965), Journalistin
- Thomas F. Leahy (1937–2002), Präsident von CBS Television
- T. Vincent Learson (1912–1996), Chairman von IBM
- Ernesto Lecuona (1895–1963), Komponist und Texter
- James J. Lyons (1890–1966), Borough President der Bronx von 1934 bis 1962
- Tim Mara (1887–1959), Gründer der New York Giants
- Wellington Mara (1916–2005), Besitzer der New York Giants
- Billy Martin (1928–1989), Spieler und Manager in der Major League Baseball
- Malachi Martin (1921–1999), Schriftsteller
- Pat McDonald (1878–1954), Olympiasieger im Kugelstoßen 1912 und im Gewichtweitwurf 1920
- Joseph V. McKee, Abgeordneter der New York Assembly und Bürgermeister von New York City
- John McSherry (1944–1996), Umpire in der Major League Baseball
- Sal Mineo (1939–1976), Schauspieler
- Condé Montrose Nast (1873–1942), Verleger
- George Jean Nathan (1882–1958), Theaterkritiker
- Elliott Nugent (1896–1980), Schauspieler, Regisseur und Drehbuchautor
- John P. O’Brien (1873–1951), Bürgermeister von New York City
- Richard W. O’Neill (1898–1986), Träger der Medal of Honor aus dem Ersten Weltkrieg
- Fulton Oursler (1893–1952), Schriftsteller
- Westbrook Pegler (1894–1969), Journalist und Gewinner des Pulitzerpreise
- Mike Quill (1905–1966), Gründer der Transport Workers Union of America
- Dan Reeves (1912–1971), Besitzer des NFL-Clubs Cleveland/Los Angeles Rams
- Babe Ruth (1895–1948), in die Hall of Fame aufgenommener Baseballspieler
- Dutch Schultz (1901–1935), Mobster
- Charles M. Schwab (1862–1939), Stahlmagnat (später auf den St. Michael Cemetery in Loretto, Pennsylvania überführt)
- Arnold Skaaland (1925–2007), Profiwrestler
- Spyros Skouras (1893–1971), Präsident der 20th Century Fox
- James H. Torrens (1874–1952), Politiker
- Jimmy Walker (1881–1946), Bürgermeister von New York City
- William B. Widnall (1906–1983), Kongressabgeordneter
- Malcolm Wilson (1914–2000), Gouverneur von New York
- Sal Yvars (1924–2008), Baseballspieler

## Bildgalerie

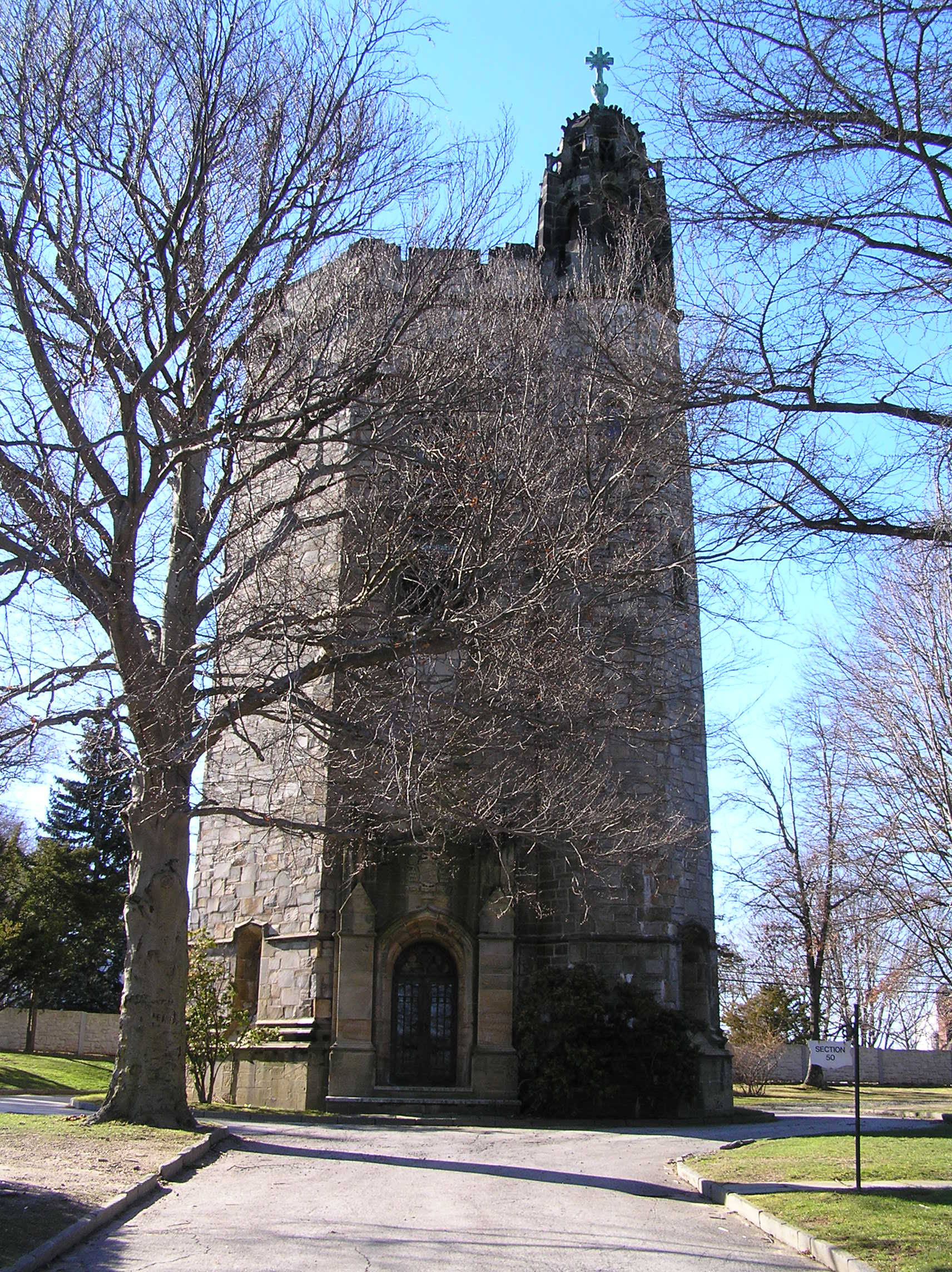
Turm an der Bradhurst Avenue
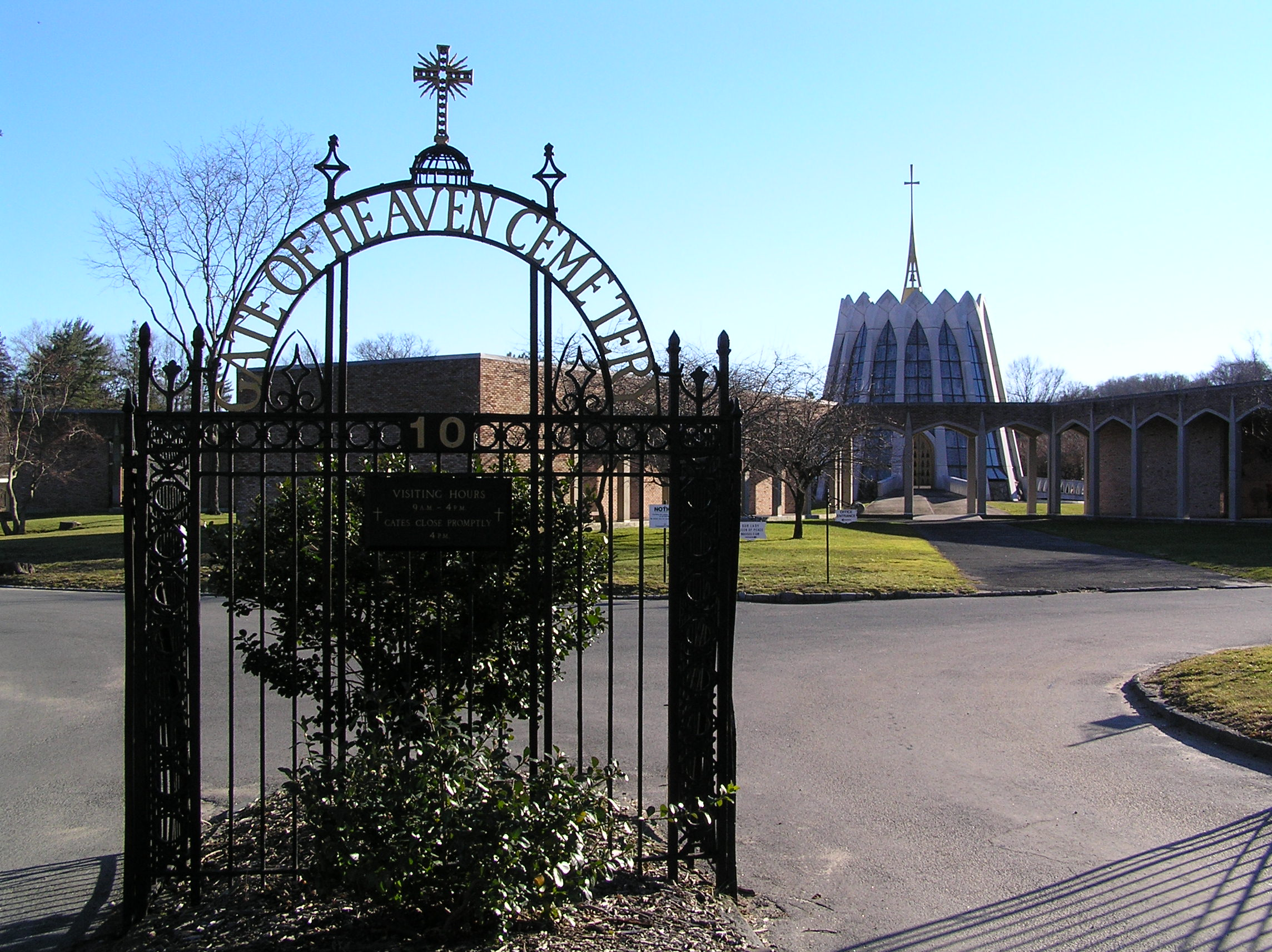
Haupteingang
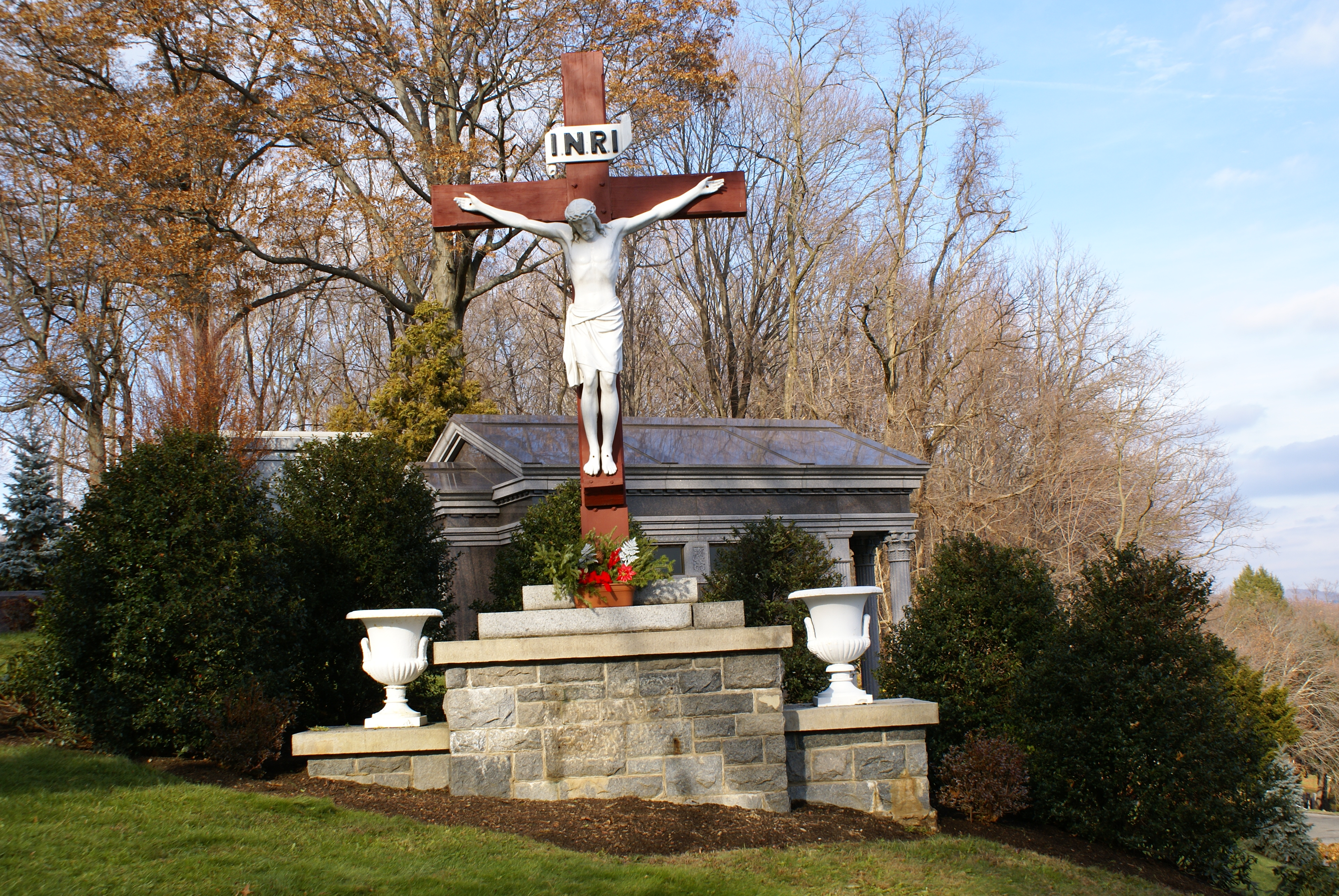
Schrein beim Grab von Babe Ruth
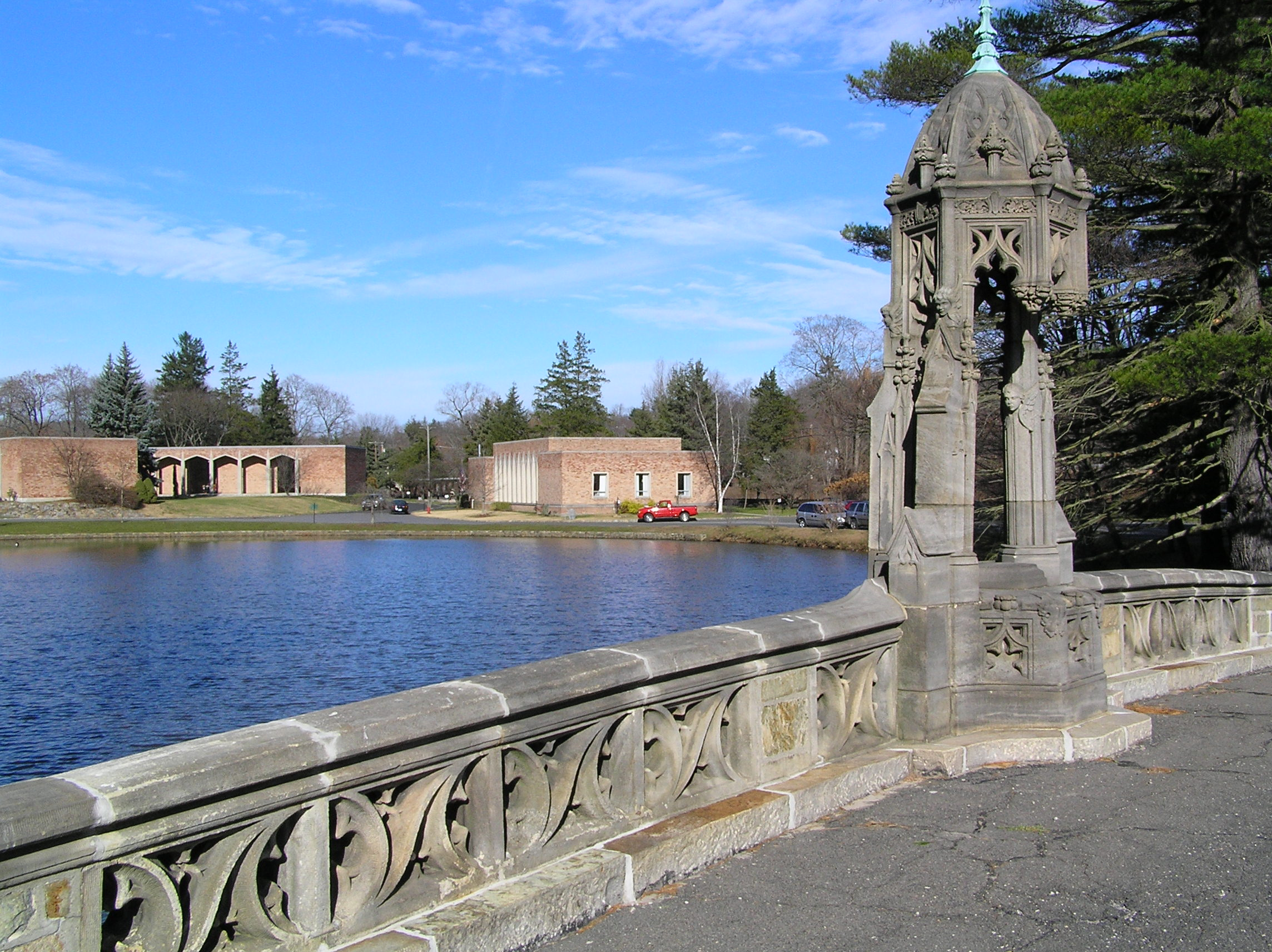
The Gothic Bridge
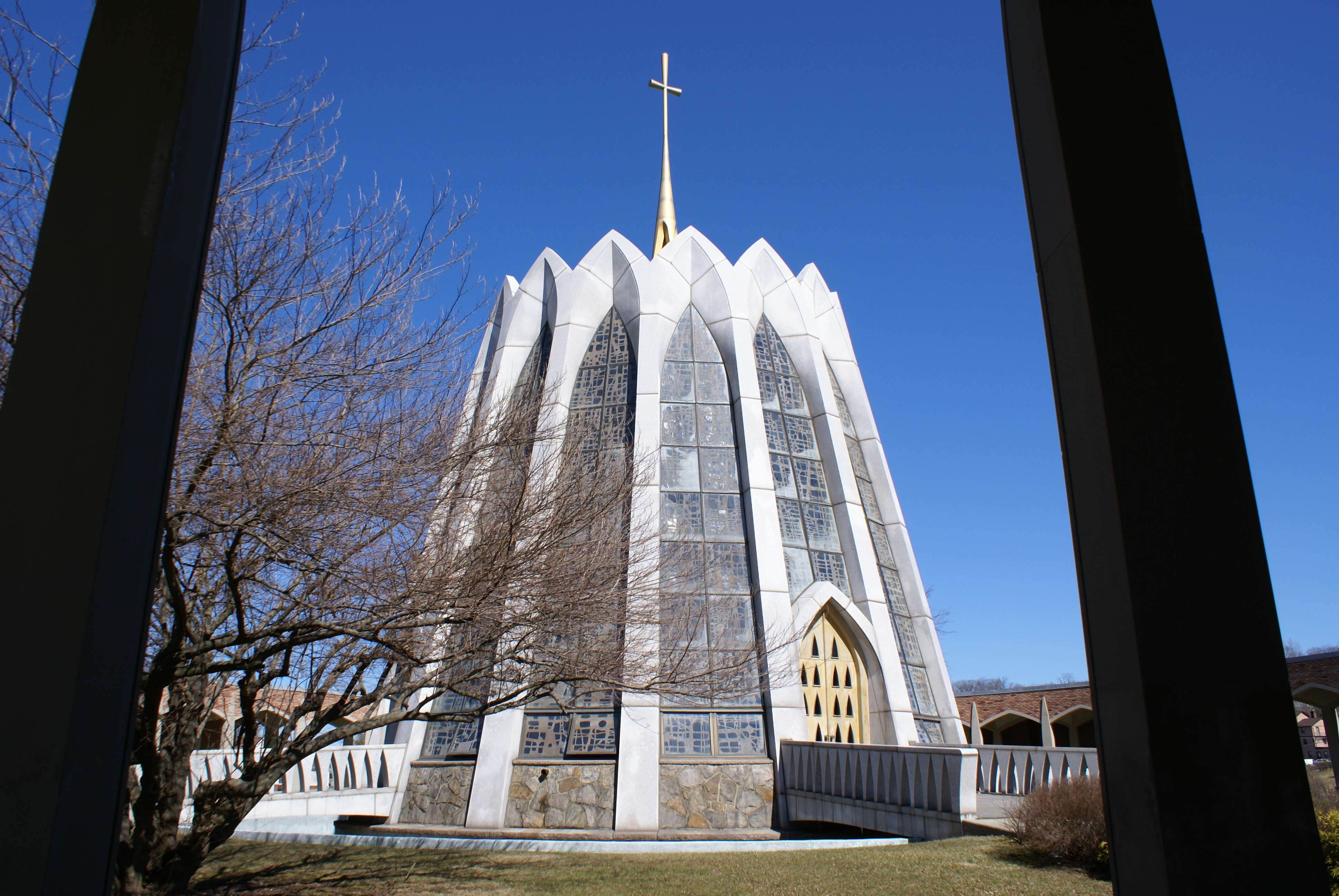
Saint Francis of Assisi Chapel
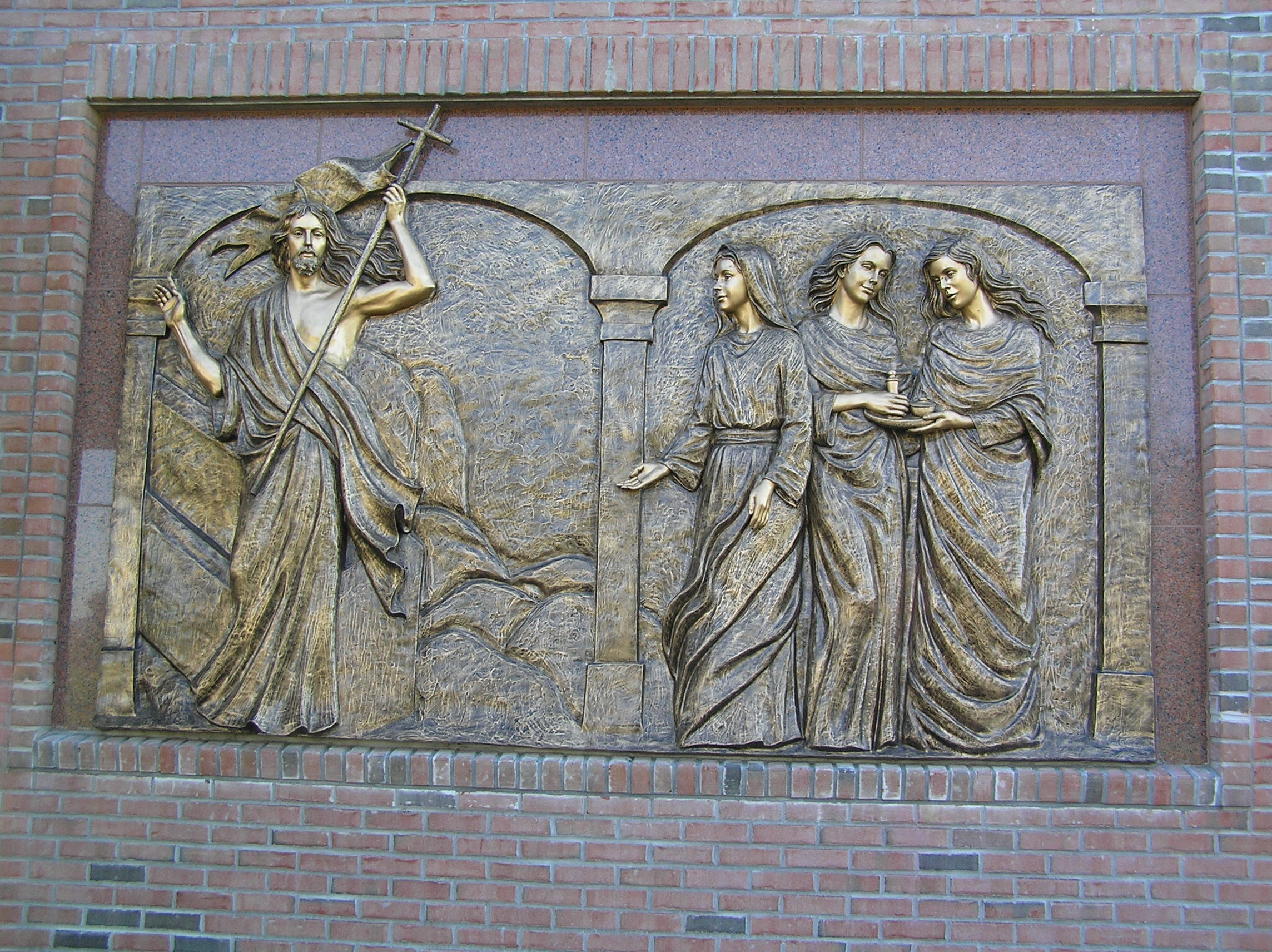
Fries am Eingang des Queen of Peace Mausoleum
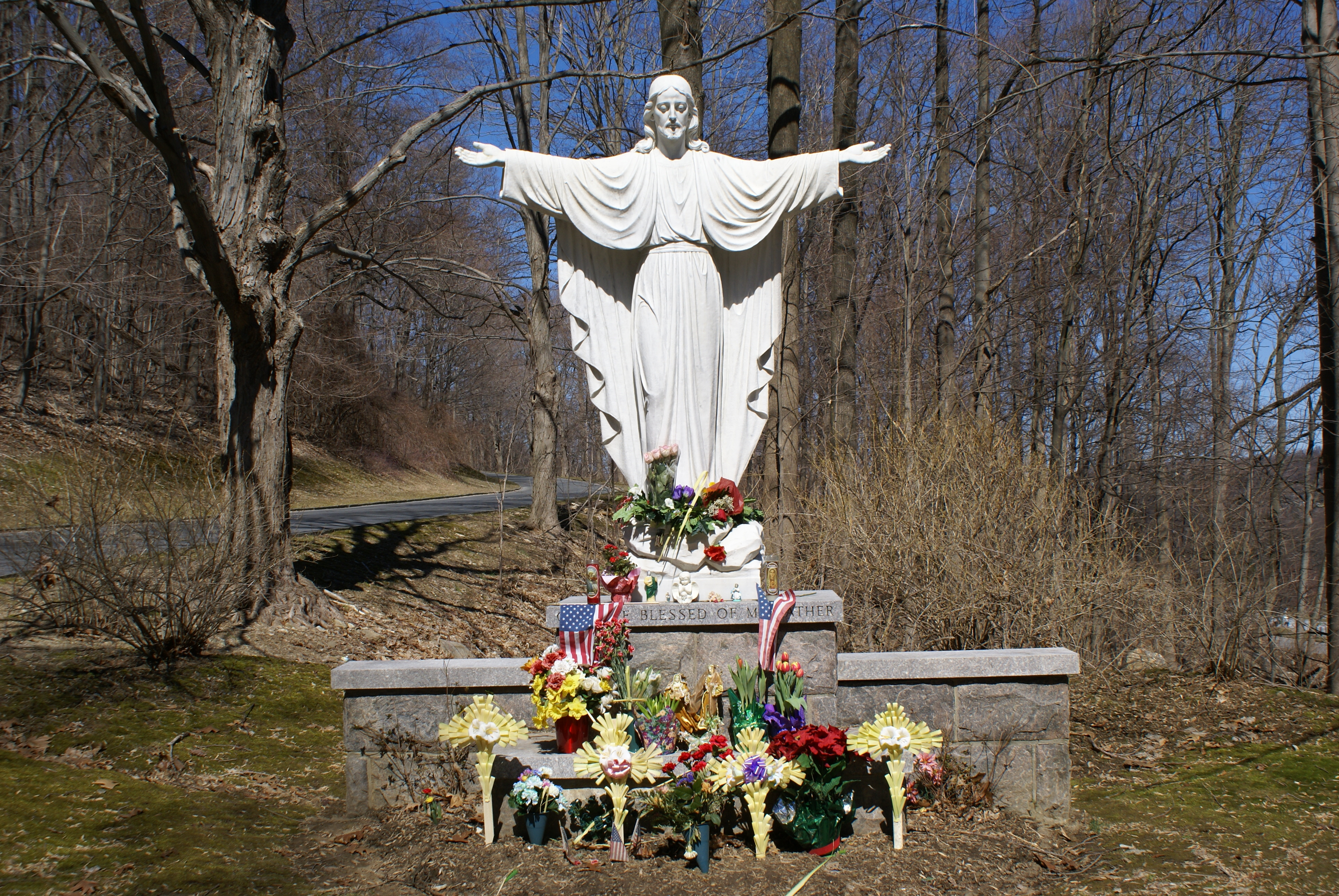
Statue am Upper Entrance
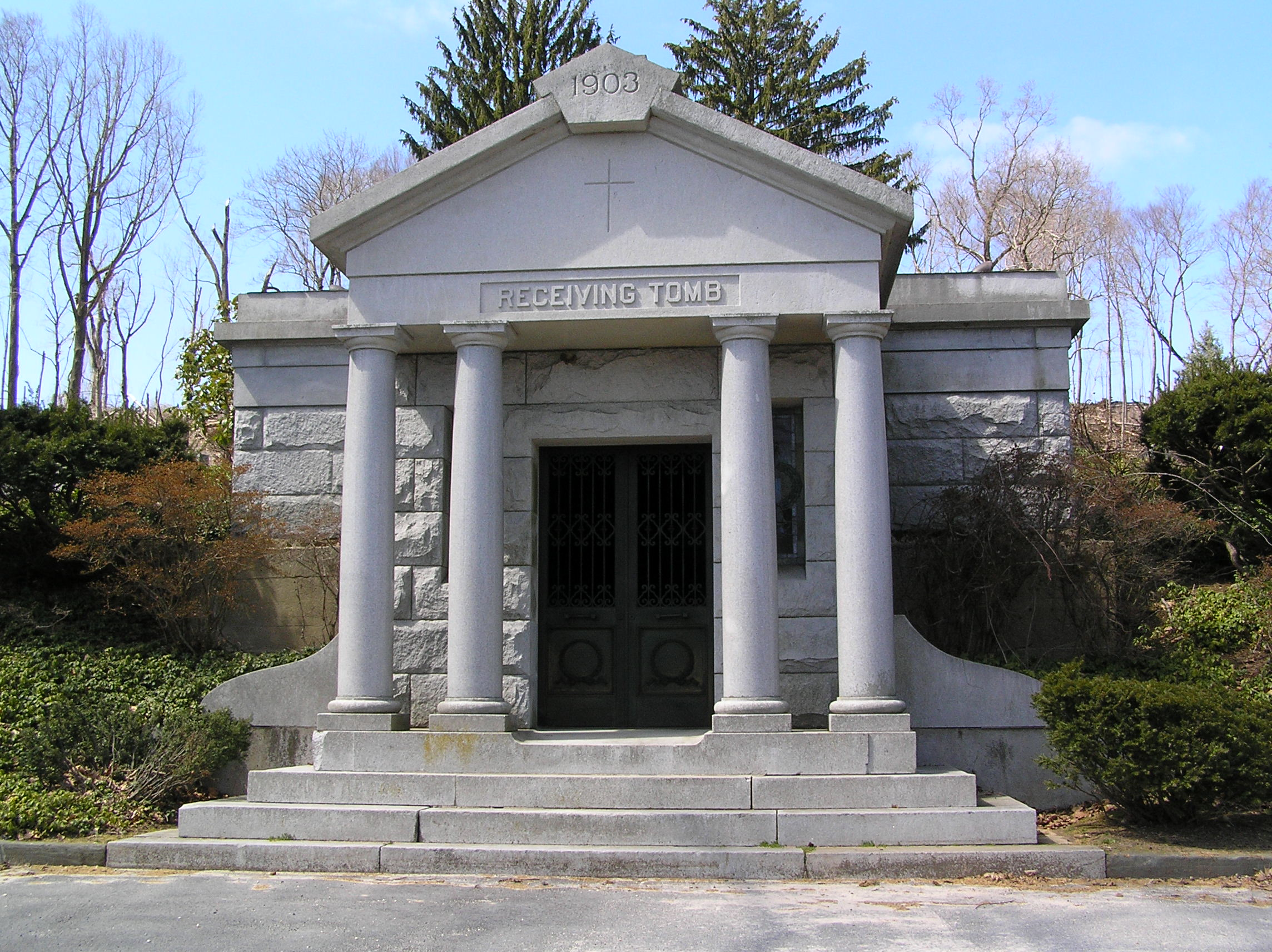
The Receiving Tomb